# Lijst van voetbalinterlands IJsland - Luxemburg
Deze lijst van voetbalinterlands is een overzicht van alle officiële voetbalwedstrijden tussen de nationale teams van IJsland en Luxemburg. De landen speelden tot op heden negen keer tegen elkaar. De eerste ontmoeting, een vriendschappelijke wedstrijd, werd gespeeld in Reykjavik op 21 augustus 1976. Het laatste duel, een kwalificatiewedstrijd voor het Europees kampioenschap voetbal 2024, vond plaats op 13 oktober 2023 in de IJslandse hoofdstad.

## Wedstrijden
| № | Plaats           | Datum            | Competitie           | Wedstrijd           | Uitslag |
| - | ---------------- | ---------------- | -------------------- | ------------------- | ------- |
| 1 | Reykjavik        | 21 augustus 1976 | Vriendschappelijk    | IJsland – Luxemburg | 3 – 1   |
| 2 | Ettelbruck       | 24 april 1985    | Vriendschappelijk    | Luxemburg – IJsland | 0 – 0   |
| 3 | Esch-sur-Alzette | 28 maart 1990    | Vriendschappelijk    | Luxemburg – IJsland | 1 – 2   |
| 4 | Luxemburg        | 20 mei 1993      | WK 1994 kwalificatie | Luxemburg – IJsland | 1 – 1   |
| 5 | Reykjavik        | 8 september 1993 | WK 1994 kwalificatie | IJsland – Luxemburg | 1 – 0   |
| 6 | Luxemburg        | 10 maart 1999    | Vriendschappelijk    | Luxemburg – IJsland | 1 – 2   |
| 7 | Luxemburg        | 14 november 2009 | Vriendschappelijk    | Luxemburg – IJsland | 1 – 1   |
| 8 | Luxemburg        | 8 september 2023 | EK 2024 kwalificatie | Luxemburg − IJsland | 3 − 1   |
| 9 | Reykjavik        | 13 oktober 2023  | EK 2024 kwalificatie | IJsland − Luxemburg | 1 − 1   |

## Samenvatting
| Competitie        | Totaal gespeeld | Winst IJsland | Gelijk | Winst Luxemburg | Doelsaldo IJsland – Luxemburg |
| ----------------- | --------------- | ------------- | ------ | --------------- | ----------------------------- |
| WK-kwalificatie   | 2               | 1             | 1      | 0               | 2 − 1                         |
| EK-kwalificatie   | 2               | 0             | 1      | 1               | 2 − 4                         |
| Vriendschappelijk | 5               | 3             | 2      | 0               | 8 − 4                         |
| Totaal            | 9               | 4             | 4      | 1               | 12 − 9                        |

## Details

### Eerste ontmoeting
| Vriendschappelijk (Reykjavík, IJsland, 21 augustus 1976): |       |                |
| IJsland | 3 – 1 | Luxemburg      |
| Guðmundur Þorbjörnsson 18' Guðmundur Þorbjörnsson 21' Árni Sveinsson 75' | goals | 36' Nico Braun |
| - Debuut van Einar Þórhallsson (Breiðablik), Rúnar Gíslason (Fram Reykjavík) en Hinrik Þórhallsson (Breiðablik) voor IJsland. - Debuut van Jeannot Schaul (AS La Jeunesse d'Esch) voor Luxemburg. |       |                |

### Tweede ontmoeting
| Vriendschappelijk (Ettelbruck, Luxemburg, 24 april 1985): |       |         |
| Luxemburg                                                 | 0 – 0 | IJsland |
|                                                           | goals |         |

### Derde ontmoeting
| Vriendschappelijk (Esch-sur-Alzette, Luxemburg, 28 maart 1990): |       |                                           |
| Luxemburg                                                       | 1 – 2 | IJsland                                   |
| Théo Malget 39'                                                 | goals | 16' Pétur Pétursson 28' Ólafur Thordarson |

### Vierde ontmoeting
| WK 1994 kwalificatie (Luxemburg, Luxemburg, 20 mei 1993): |       |                      |
| Luxemburg                                                 | 1 – 1 | IJsland              |
| Hlynur Birgisson 70' (e.d.)                               | goals | 40' Arnór Guðjohnsen |

### Vijfde ontmoeting
| WK 1994 kwalificatie (Reykjavik, IJsland, 8 september 1993): |       |           |
| IJsland                                                      | 1 – 0 | Luxemburg |
| Haraldur Ingólfsson 54' (pen.)                               | goals |           |

### Zesde ontmoeting
| Vriendschappelijk (Luxemburg, Luxemburg, 10 maart 1999): |       |                                                    |
| Luxemburg                                                | 1 – 2 | IJsland                                            |
| Marcel Christophe 23'                                    | goals | 76' (pen.) Arnar Gunnlaugsson 84' Helgi Sigurdsson |

### Zevende ontmoeting
| Vriendschappelijk (Luxemburg, Luxemburg, 14 november 2009):  |       |                       |
| Luxemburg                                                    | 1 – 1 | IJsland               |
| Kim Kintziger 75'                                            | goals | 63' Garðar Jóhannsson |
| - Debuut van Ante Bukvić (FC Differdange 03) voor Luxemburg. |       |                       |

KSÍ · A-internationals · Bondscoaches · Statistieken · IJslands vrouwenelftal · Olympisch elftal · IJsland U21 · IJsland U20 · IJsland U19 · IJsland U18 · IJsland U17 · IJsland U16 · Vrouwen U17
1946 – 1949 · 1950 – 1959 · 1960 – 1969 · 1970 – 1979 · 1980 – 1989 · 1990 – 1999 · 2000 – 2009 · 2010 – 2019 · 2020 − 2029
EK 2016
WK 2018
1946 · 1947 · 1948 · 1949 · 1950 · 1951 · 1952 · 1953 · 1954 · 1955 · 1956 · 1957 · 1958 · 1959 · 1960 · 1961 · 1962 · 1963 · 1964 · 1965 · 1966 · 1967 · 1968 · 1969 · 1970 · 1971 · 1972 · 1973 · 1974 · 1975 · 1976 · 1977 · 1978 · 1979 · 1980 · 1981 · 1982 · 1983 · 1984 · 1985 · 1986 · 1987 · 1988 · 1989 · 1990 · 1991 · 1992 · 1993 · 1994 · 1995 · 1996 · 1997 · 1998 · 1999 · 2000 · 2001 · 2002 · 2003 · 2004 · 2005 · 2006 · 2007 · 2008 · 2009 · 2010 · 2011 · 2012 · 2013 · 2014 · 2015 · 2016 · 2017 · 2018 · 2019 · 2020 · 2021 · 2022 · 2023 · 2024
Albanië ·
Andorra ·
Argentinië ·
Armenië ·
Azerbeidzjan ·
Bahrein ·
België ·
Bermuda ·
Bolivia ·
Bosnië en Herzegovina ·
Brazilië ·
Bulgarije ·
Canada ·
Chili ·
China ·
Cyprus ·
Denemarken ·
DDR ·
Duitsland ·
El Salvador ·
Engeland ·
Estland ·
Faeröer ·
Finland ·
Frankrijk ·
Georgië ·
Ghana ·
Griekenland ·
Guatemala ·
Honduras ·
Hongarije ·
Ierland ·
India ·
Iran ·
Israël ·
Italië ·
Japan ·
Kazachstan ·
Koeweit ·
Kosovo ·
Kroatië ·
Letland ·
Liechtenstein ·
Litouwen ·
Luxemburg ·
Malta ·
Mexico ·
Moldavië ·
Montenegro ·
Nederland ·
Nigeria ·
Noord-Ierland ·
Noord-Macedonië ·
Noorwegen ·
Oeganda ·
Oekraïne ·
Oostenrijk ·
Peru · 
Polen ·
Portugal ·
Qatar ·
Roemenië ·
Rusland ·
San Marino ·
Saoedi-Arabië ·
Schotland ·
Slovenië ·
Slowakije ·
Sovjet-Unie ·
Spanje ·
Trinidad en Tobago ·
Tsjechië ·
Tsjecho-Slowakije ·
Tunesië ·
Turkije ·
Venezuela ·
Verenigde Arabische Emiraten ·
Verenigde Staten ·
Wales ·
Wit-Rusland ·
Zuid-Afrika ·
Zuid-Korea ·
Zweden ·
Zwitserland
Argentinië (2018) ·
Engeland (2016) · 
Hongarije (2016) ·
Kroatië (2018) ·
Nigeria (2018) · 
Portugal (2016)
FLF · A-internationals · Bondscoaches · Statistieken · Luxemburgs vrouwenelftal · Luxemburg U21 · Luxemburg U19 · Luxemburg U18 · Luxemburg U17 · Luxemburg U16
1911 – 1919 ·
1920 – 1929 ·
1930 – 1939 ·
1940 – 1949 ·
1950 – 1959 ·
1960 – 1969 ·
1970 – 1979 ·
1980 – 1989 ·
1990 – 1999 ·
2000 – 2009 ·
2010 – 2019 ·
2020 − 2029
OS 1920 · 
OS 1924 · 
OS 1928 · 
OS 1936 · 
OS 1948 · 
OS 1952
1911 · 
1912 · 
1913 · 
1914 · 
1915 · 1916 · 1917 · 1918 · 1919 · 
1920 · 
1921 · 1922 · 1923 · 
1924 · 
1925 · 1926 · 
1927 · 
1928 · 
1929 · 1930 · 1931 · 1932 · 1933 · 
1934 · 
1935 · 
1936 · 
1937 · 
1938 · 
1939 · 
1940 · 
1941 · 1942 · 1943 · 1944 · 
1945 · 
1946 · 
1947 · 
1948 · 
1949 · 
1950 · 
1952 · 
1952 · 
1953 · 
1954 · 
1955 · 
1956 · 
1957 · 
1958 · 
1959 · 
1960 · 
1961 · 
1962 · 
1963 · 
1964 · 
1965 · 
1966 · 
1967 · 
1968 · 
1969 · 
1970 · 
1971 · 
1972 · 
1973 · 
1974 · 
1975 · 
1976 · 
1977 · 
1978 · 
1979 · 
1980 · 
1981 · 
1982 · 
1983 · 
1984 · 
1985 · 
1986 · 
1987 · 
1988 · 
1989 · 
1990 · 
1991 · 
1992 · 
1993 · 
1994 · 
1995 · 
1996 · 
1997 · 
1998 · 
1999 · 
2000 · 
2001 · 
2002 · 
2003 · 
2004 · 
2005 · 
2006 · 
2007 · 
2008 · 
2009 · 
2010 · 
2011 · 
2012 · 
2013 · 
2014 · 
2015 ·
2016 ·
2017 ·
2018 ·
2019 ·
2020 ·
2021
Afghanistan ·
Albanië ·
Algerije ·
Armenië ·
Azerbeidzjan ·
België ·
Bosnië en Herzegovina ·
Brazilië ·
Bulgarije ·
Canada ·
Cyprus ·
DDR ·
Denemarken ·
(West-)Duitsland ·
Egypte ·
Engeland ·
Estland ·
Faeröer ·
Finland ·
Frankrijk ·
Gambia ·
Georgië ·
Griekenland ·
Hongarije ·
Ierland ·
IJsland ·
Israël ·
Italië ·
Japan ·
Joegoslavië ·
Kaapverdië ·
Kameroen ·
Kazachstan ·
Letland ·
Liechtenstein ·
Litouwen ·
Madagaskar ·
Malta ·
Marokko ·
Mexico ·
Moldavië ·
Montenegro ·
Myanmar ·
Nederland ·
Nigeria ·
Noord-Ierland ·
Noord-Macedonië ·
Noorwegen ·
Oekraïne ·
Oostenrijk ·
Polen ·
Portugal ·
Qatar ·
Roemenië ·
Rusland ·
San Marino ·
Saoedi-Arabië ·
Schotland ·
Senegal ·
Servië ·
Servië en Montenegro ·
Slovenië ·
Slowakije ·
Sovjet-Unie ·
Spanje ·
Thailand ·
Togo ·
Tsjechië ·
Tsjecho-Slowakije ·
Turkije ·
Uruguay ·
Verenigde Staten ·
Wales ·
Wit-Rusland ·
Zuid-Korea ·
Zweden ·
Zwitserland